# فیشوو (استان وارمی-ماسوری)
فیشوو (به لهستانی:  Fiszewo) یک روستا در لهستان است که در گمینا گرونووو البلانسکیه واقع شده‌است. فیشوو  ۲۷۰ نفر جمعیت دارد.